# Soutien logistique intégré
 (février 2016).
Si vous disposez d'ouvrages ou d'articles de référence ou si vous connaissez des sites web de qualité traitant du thème abordé ici, merci de compléter l'article en donnant les références utiles à sa vérifiabilité et en les liant à la section « Notes et références ».
Pour les articles homonymes, voir ILS.
Le soutien logistique intégré ou SLI (en anglais, integrated logistics support ou ILS) est un ensemble de techniques permettant de définir, au cours de la conception d'un système, dès l'identification du besoin de l'utilisateur, le système de soutien qui sera associé au système principal. Le soutien logistique intégré vise à influencer la définition du système principal pour obtenir une meilleure disponibilité opérationnelle, tout en en maîtrisant le coût global de possession.

## Description
Faire du SLI revient souvent à optimiser la façon de concevoir le système principal en matière d'organisation, de planification et de priorisation de tâches de sorte que les contraintes portant sur la maintenance, la fiabilité, le coût global de possession futur et les éléments du soutien soient prises formellement en considération au même titre que toute autre performance du système principal.
Les principales disciplines prises en considération dans le soutien logistique intégré sont les suivantes :
- Infrastructure ;
- Main-d'œuvre ;
- Transports/Acheminements ;
- Lots de pièces de rechange ;
- Moyens de test et de soutien [2]) ;
- Documentation : guide ou manuel utilisateur, plan de maintenance, catalogue illustré ;
- Formation ;
- Assistance technique ;
- Moyens d'emballage / manutention / stockage / transport (EMST) ;
- Soutien des logiciels.

Des « analyses du soutien logistiques » (ou « ASL ») sont menées afin de déterminer le système de soutien qui sera le plus efficace pour un coût global de possession optimisé par rapport à la disponibilité opérationnelle.
Le SLI a des liens très étroits avec les études de sûreté de fonctionnement (ou SdF). Les données de SdF (fiabilité, maintenabilité, disponibilité) sont ainsi une entrée aux études SLI puisqu'elles permettent de dimensionner le système de soutien.